# Hirtella angustissima
Hirtella angustissima är en tvåhjärtbladig växtart som beskrevs av Noel Yvri Sandwith. Hirtella angustissima ingår i släktet Hirtella och familjen Chrysobalanaceae. Inga underarter finns listade i Catalogue of Life.